# Nudo de pescador doble

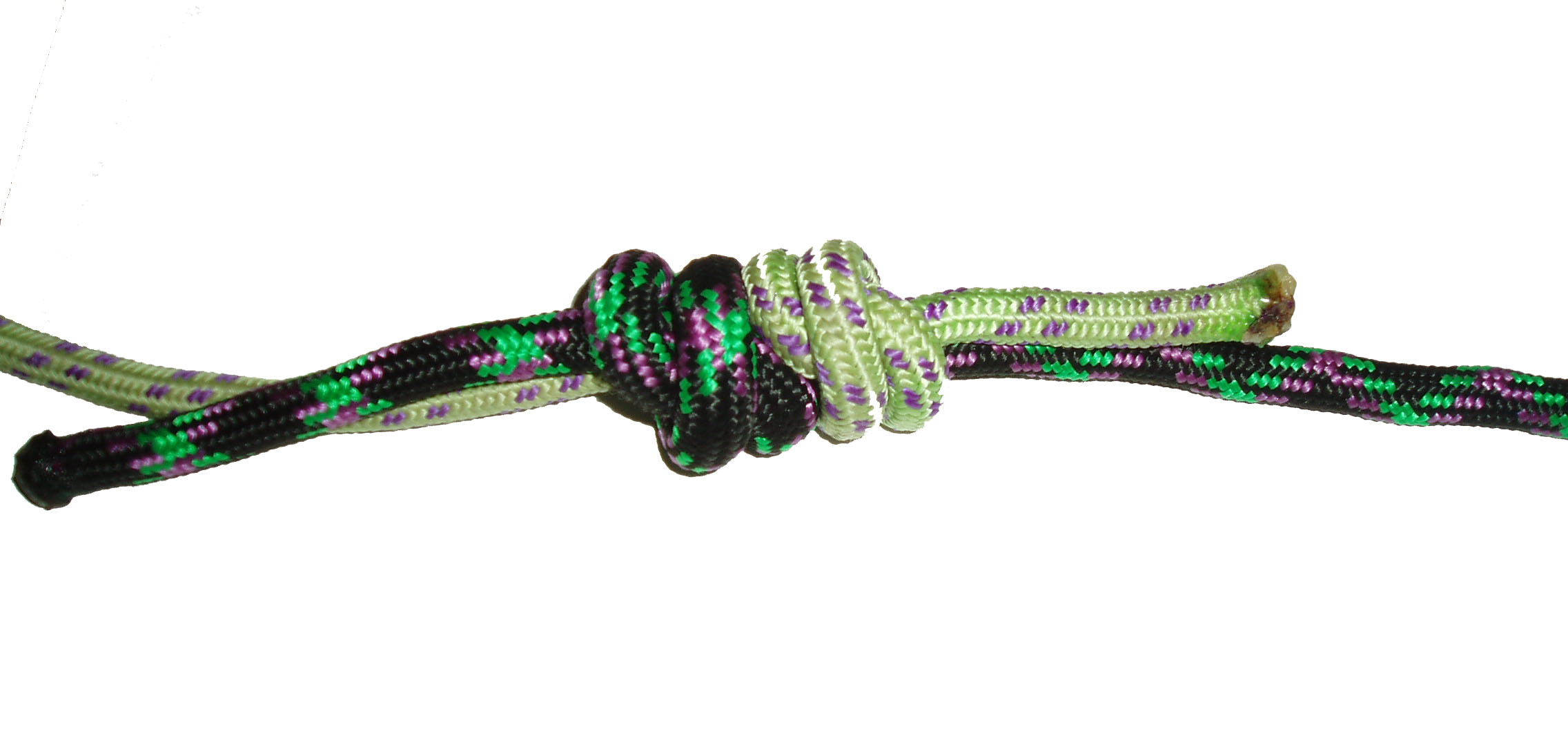
Nudo pescador doble.

El nudo de pescador doble es un nudo utilizado para empalmar dos trozos de cuerda. Este nudo y la versión nudo de pescador triple son las más utilizadas para empalme en escalada, arboricultura, y búsqueda y rescate. El nudo se obtiene atando un nudo simple doble, en su forma strangle knot, con cada extremo alrededor de la sección erguida de la parte opuesta. Es una evolución del nudo de pescador simple.

## Uso
Uno de los usos más difundidos de este nudo es en escalada para empalmar sogas y formar una extensa soga para brindar un sistema de protección al escalador. Otro uso común de este nudo es como respaldo de un nudo crítico, tal como un nudo de fijación del arnés o de líneas de rápel simples. En este uso, se ata el extremo libre alrededor del extremo fijo de la soga, de forma que no pueda deslizarse a través del nudo.

### Otros usos
Este nudo, junto con el nudo pescador básico pueden ser utilizados para atar los dos extremos de una línea de un collar. Los dos nudos simples dobles son armados en forma separada, y de esta forma la longitud del collar puede ser ajustada son necesidad de desatar o desarmar el collar.

## Atado

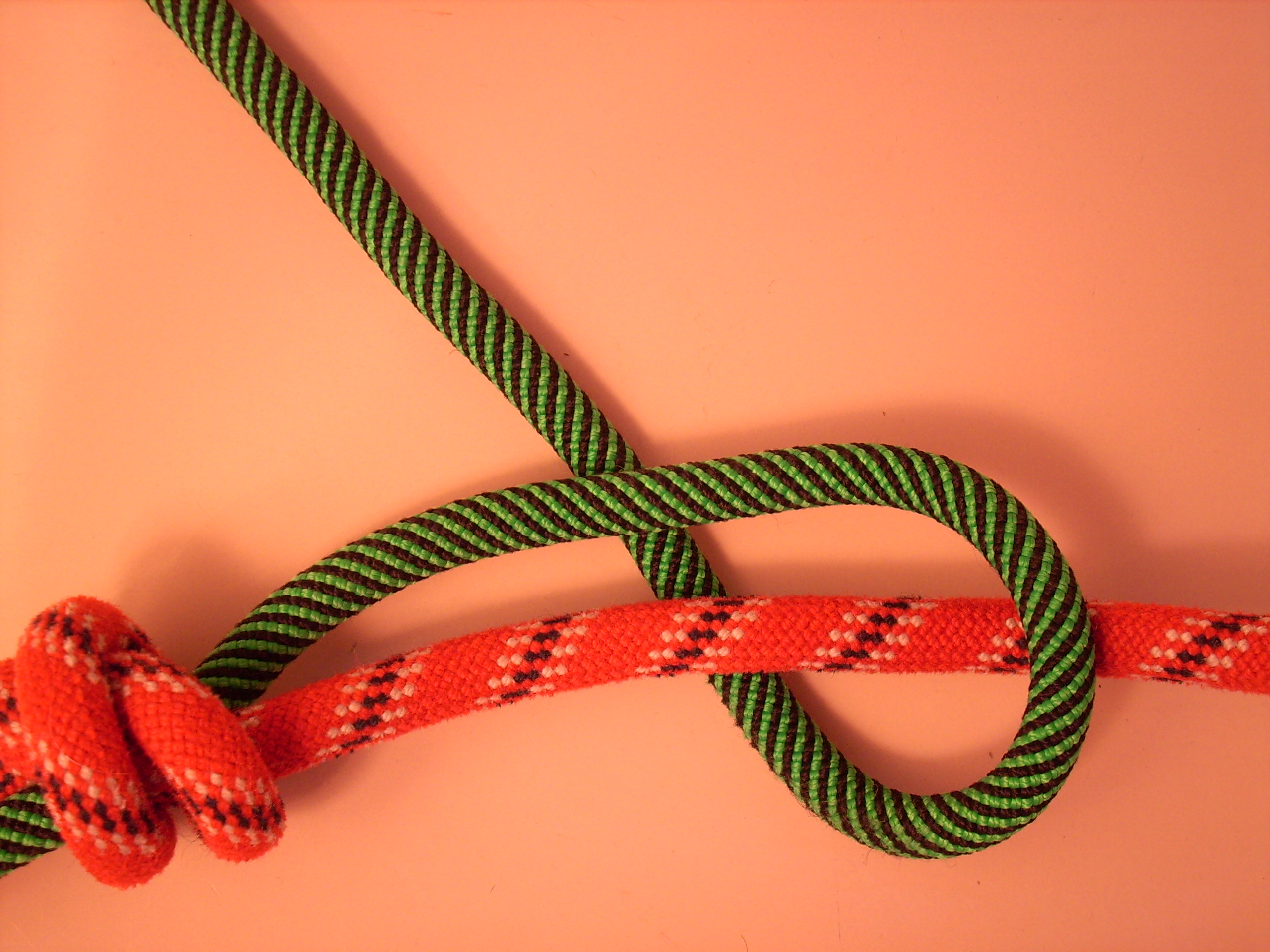
Forma de línea
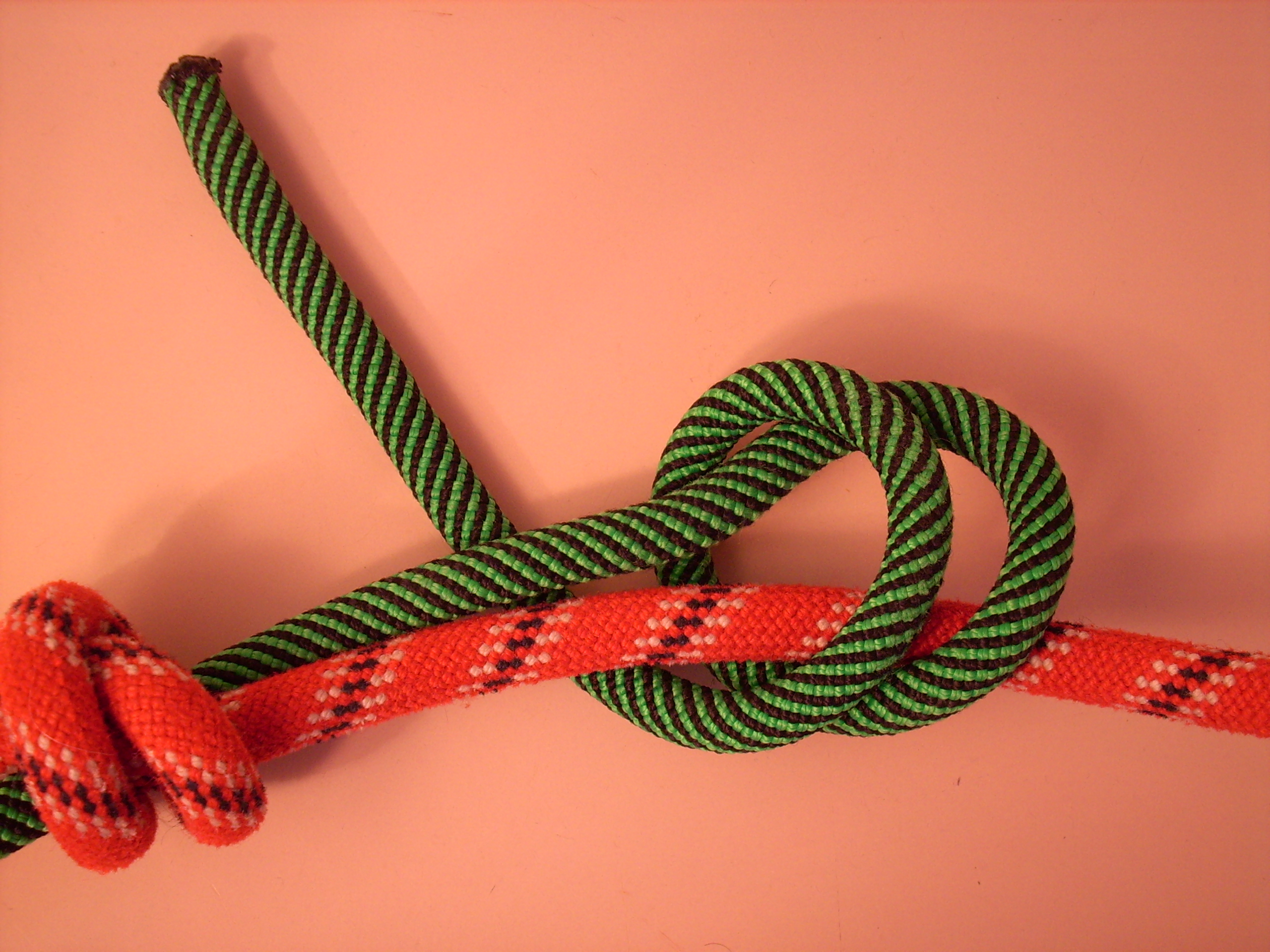
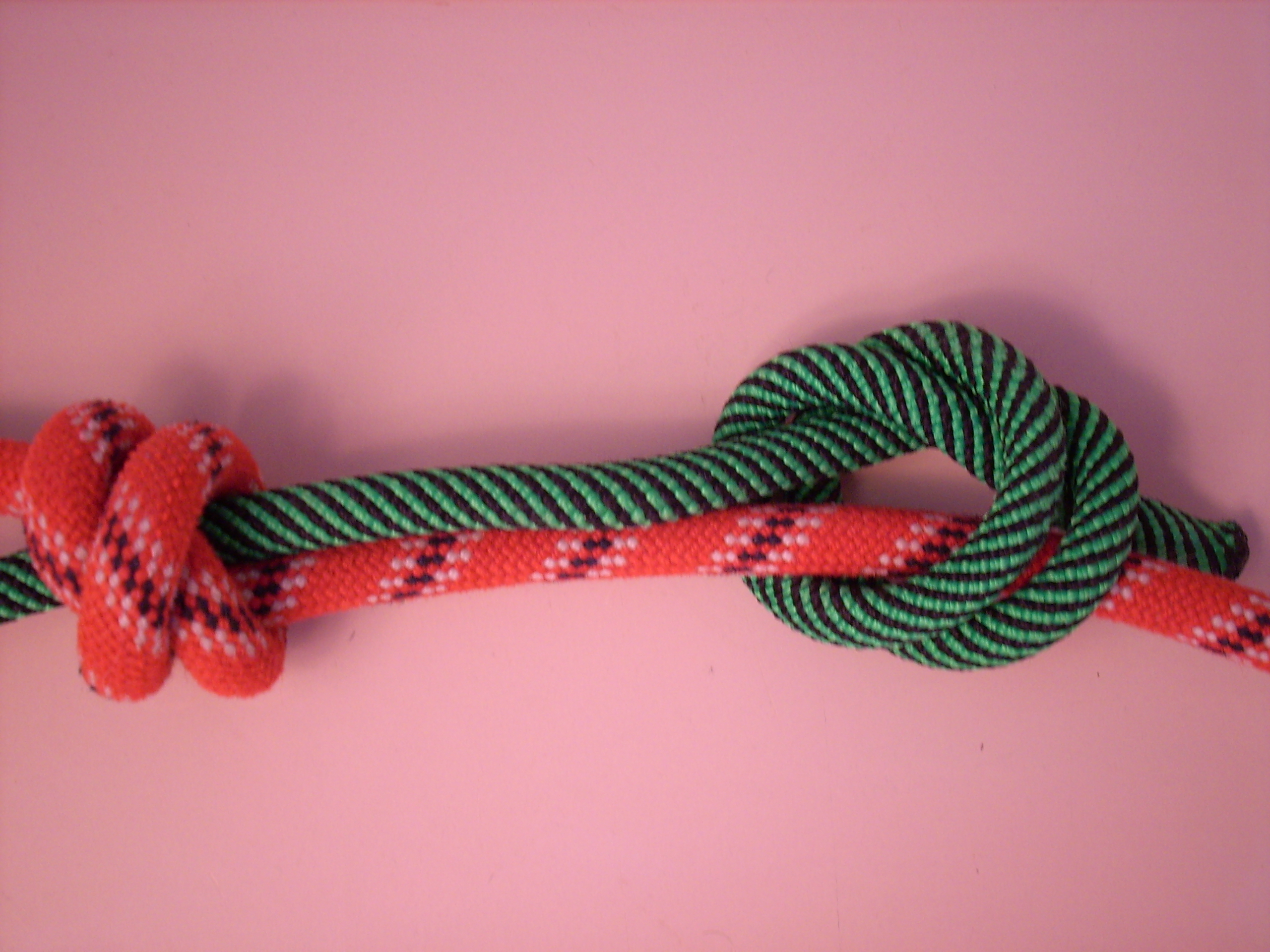
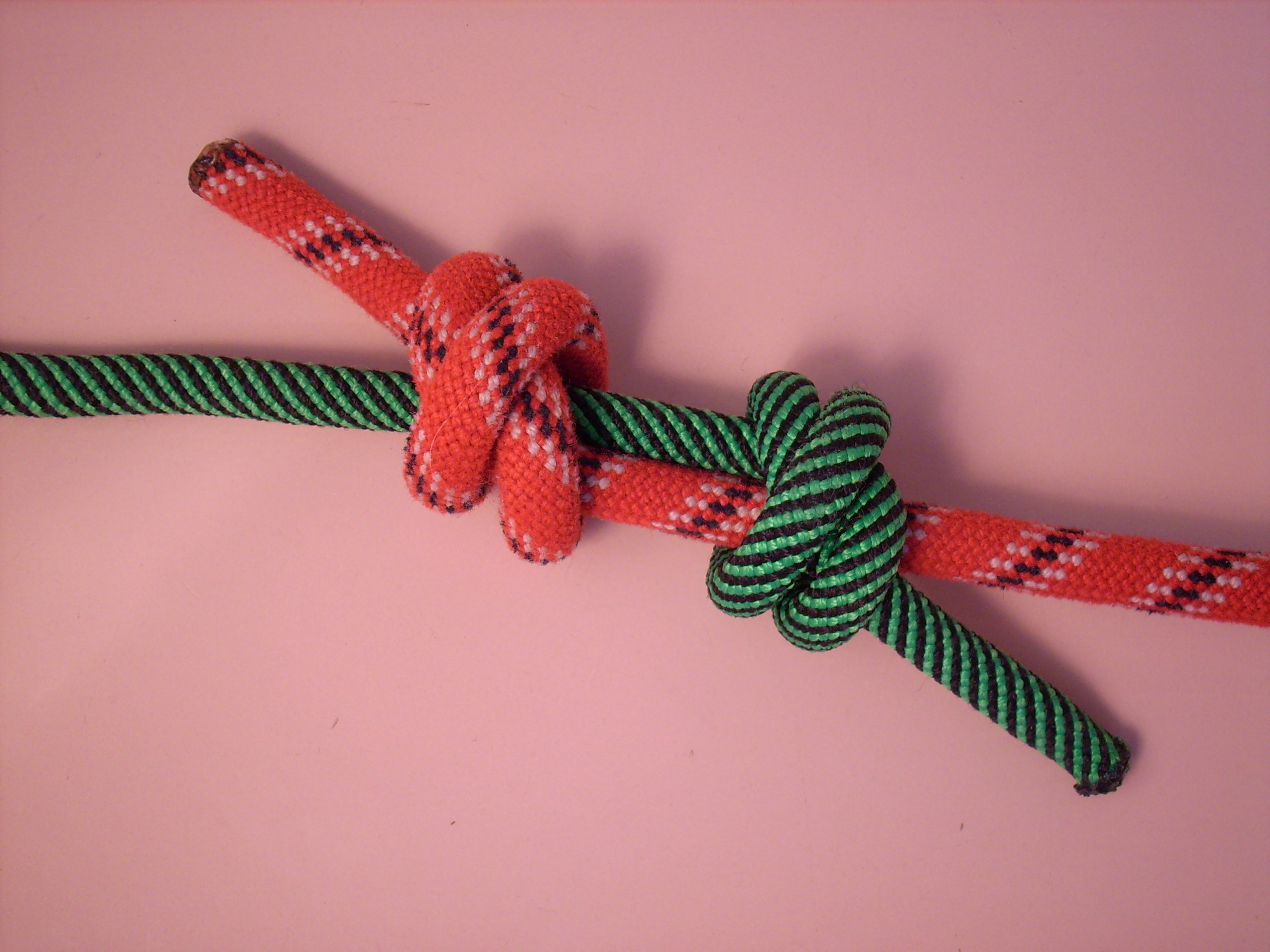
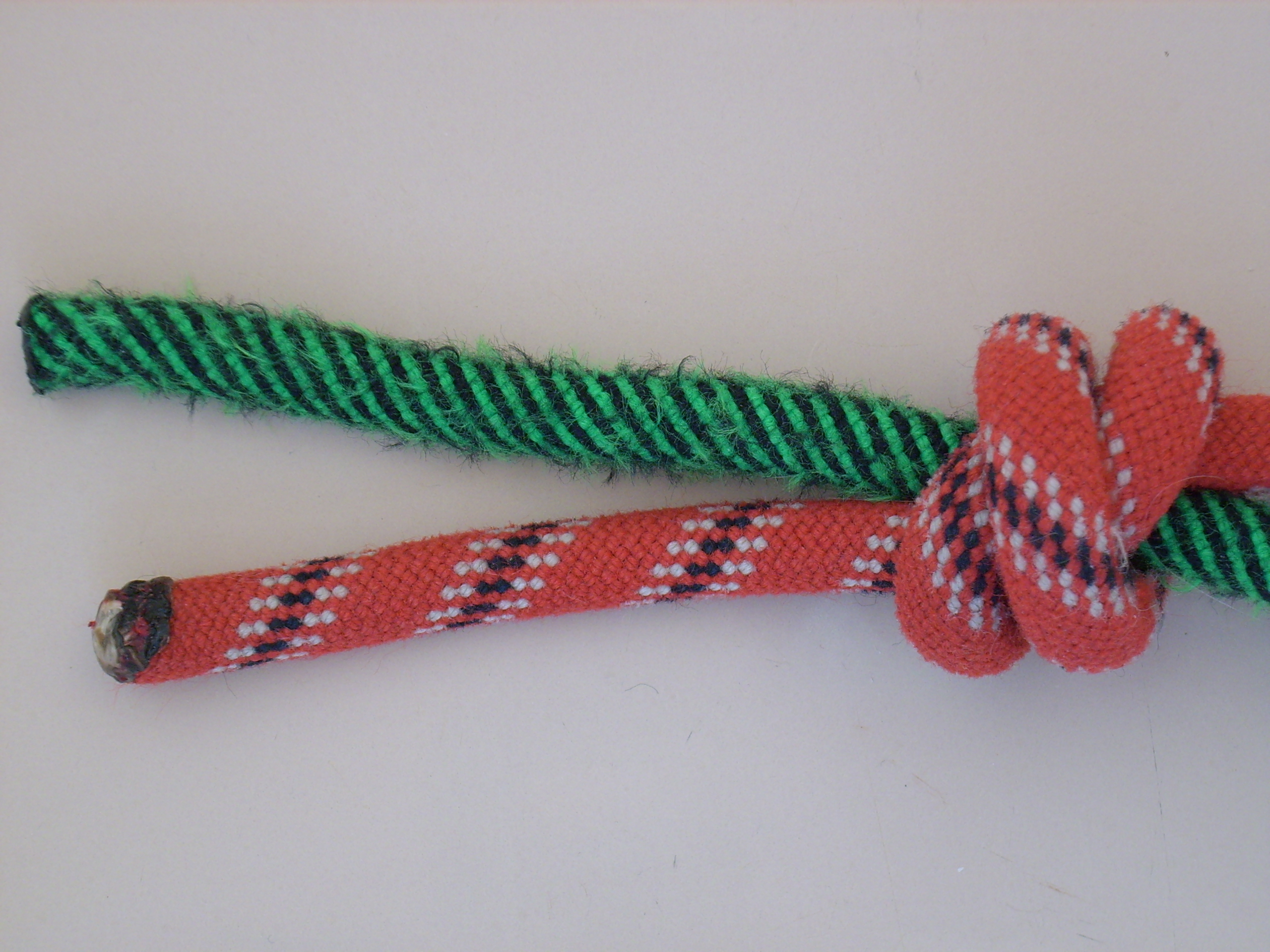
Forma en extremo
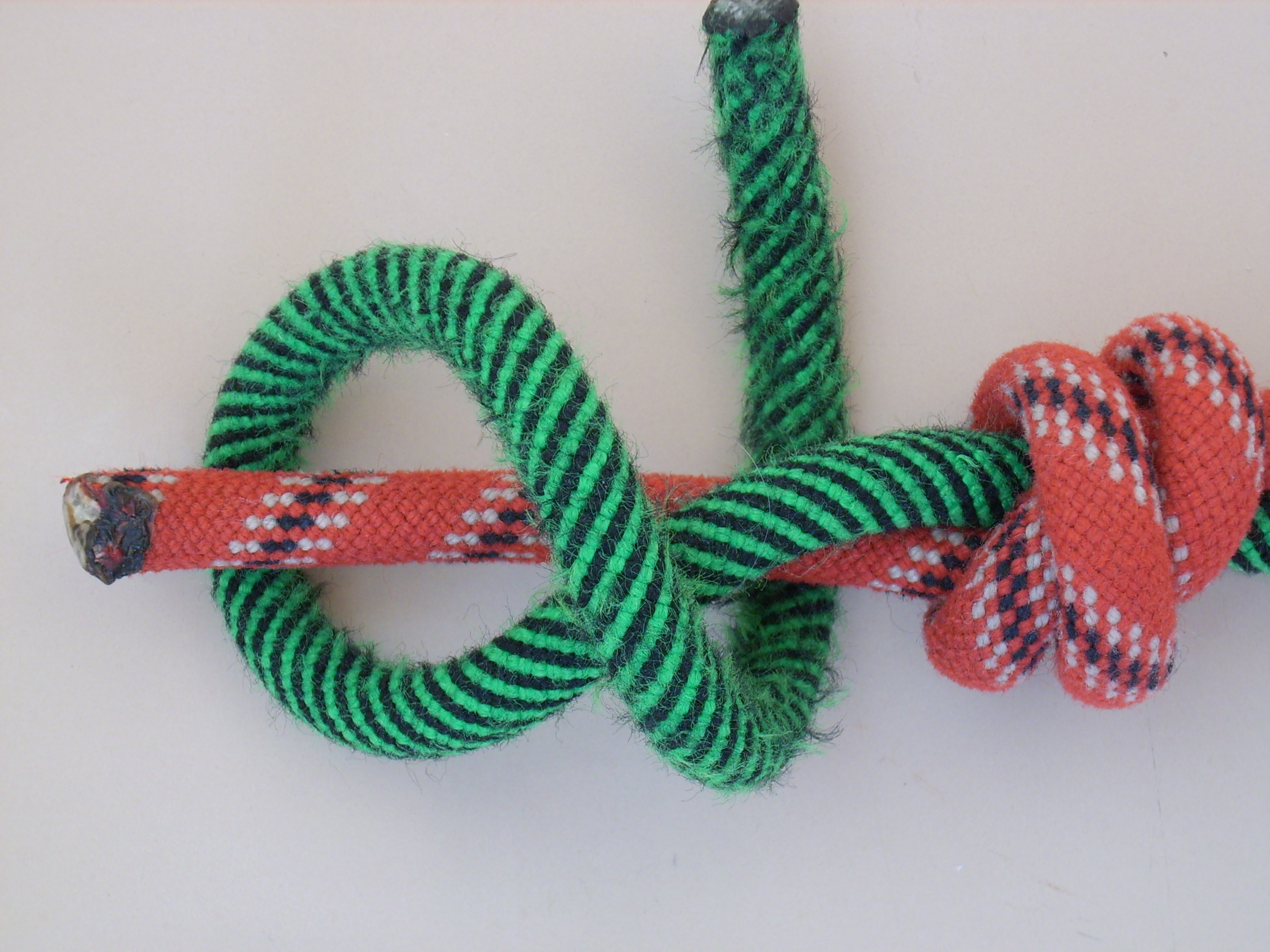
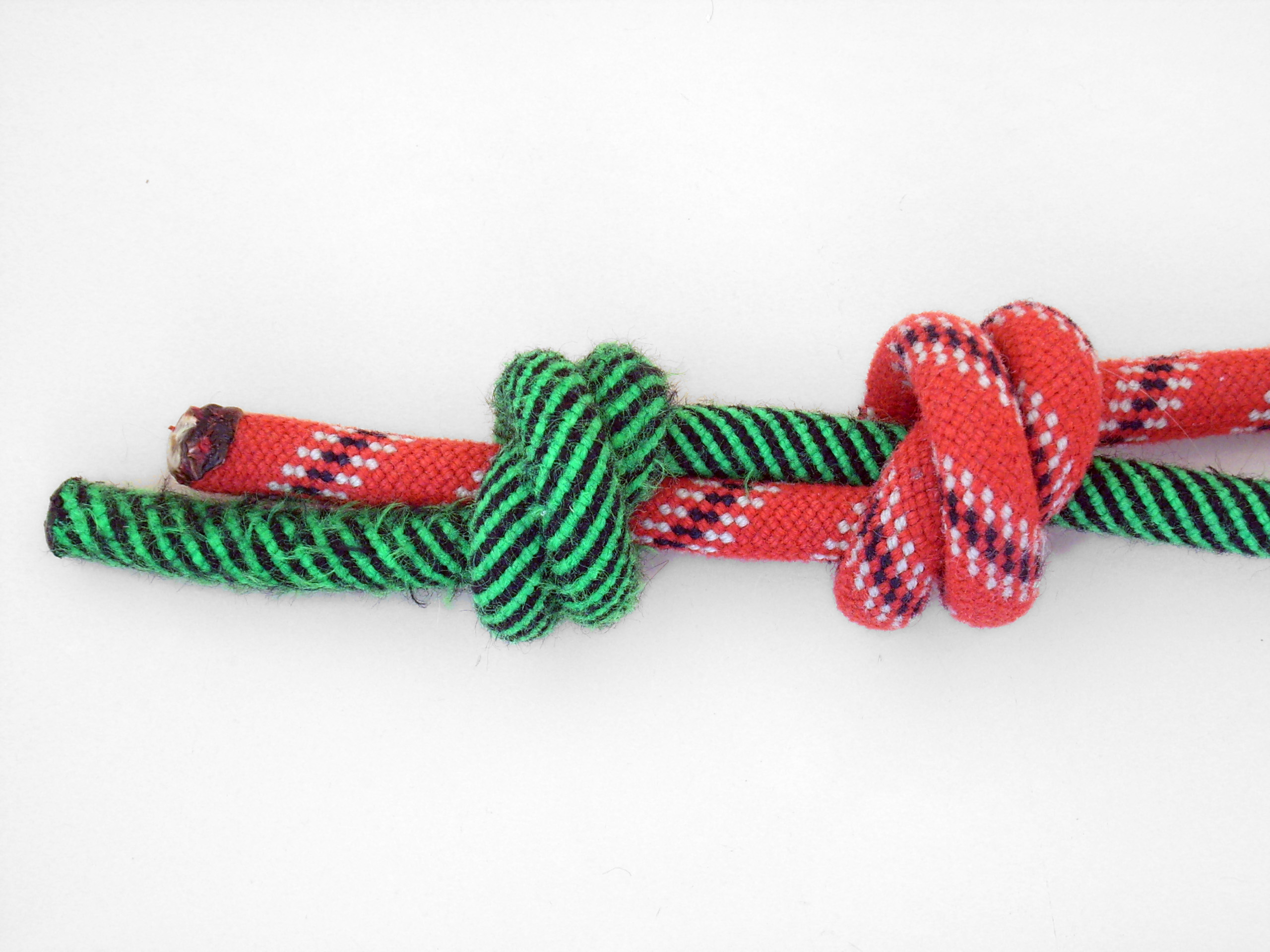
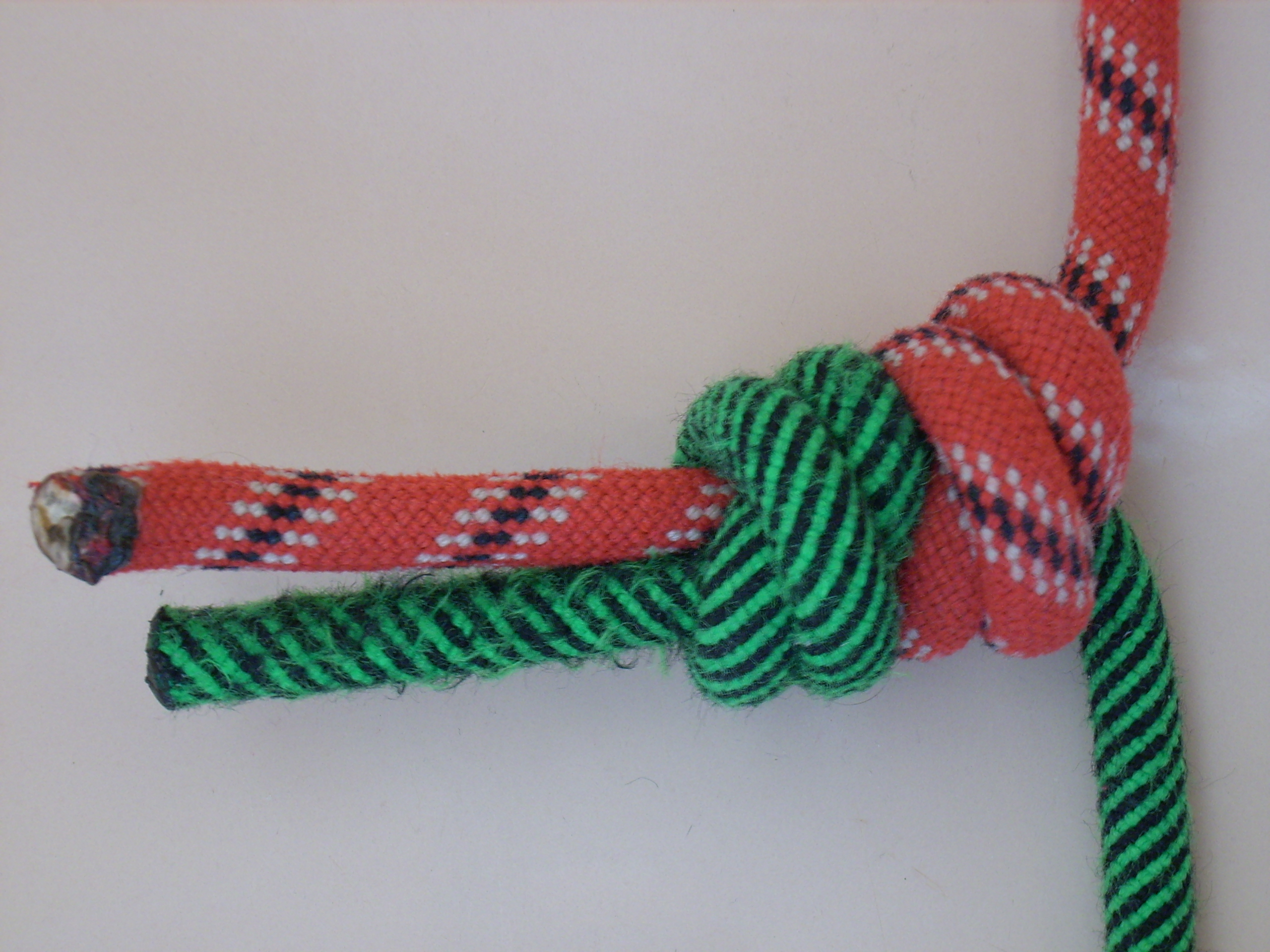

## Seguridad
A causa de que la soga Dyneema/Spectra poseen un alto nivel de lubricación la capacidad de trabado de este nudo se ve degradada, llevando a recomendar el uso del nudo de pescador triple en lugar del nudo de pescador doble en la soga de 6mm Dyneema core para evitar un modo de falla que posee el nudo de pescador doble, mediante el cual inicialmente falla la envuelta en el nudo, y luego se desliza el corazón.